# 莱戴尔·伊克尔斯
莱戴尔·伊克尔斯（英語：Ledell Eackles，1966年11月24日—），美国NBA联盟前职业篮球运动员。他在1988年的NBA选秀中第2轮第36顺位被华盛顿子弹选中。